# Александер Штрауб
Александер Штрауб (Гајслинген ан дер Штајге, 14. октобар 1983) немачки је скакач мотком. 
Члан је АК Елтинген из Леонберга. Студира хемију на Универзитету у Штутгарту.
Године 2005. осваја првенство Немачке за млађе сениоре (У-23). 
Први међународни успех постиже победом на Универзијади 2009, а у сениорској конкуренцији бронзаном медаљом на Европском првенству у дворани 2009. у Торину. Освајањем немачког првенства у истој години квалификовао се први пут за Светско првенство у Берлину, где је био 7.
Следеће године поново на светском првенству, али овога пута у дворани у Дохи скоком од 5,65 м, освојио је бронзану медаљу.

## Значајнији резултати
| Датум               | Такмичење                           | Место               | Пласман             | Резултат            |
| Представљао Немачку | Представљао Немачку                 | Представљао Немачку | Представљао Немачку | Представљао Немачку |
| ------------------- | ----------------------------------- | ------------------- | ------------------- | ------------------- |
| 2002                | Светско јуниорско првенство         | Кингстон, Јамајка   | 13.                 | 5,05                |
| 2005                | Европско првенство за млађе сениоре | Ерфурт, Немачка     | 10.                 | 5,40                |
| 2007                | Универзијада                        | Бангкок, Тајланд    |                     | 5,60                |
| 2008                | Светско атлетско финале             | Штутгарт, Немачка   | 4.                  | 5,60                |
| 2009                | Европско првенство у дворани        | Торино, Италија     |                     | 5,76                |
| 2009                | Светско првенство на отвореном      | Берлин, Немачка     | 7.                  | 5,65                |
| 2010.               | Светско првенство у дворани         | Доха, Катар         |                     | 5,65                |

## Лични рекорди
Лични рекорди Александера Штрауба на његовом профилу ИААФ 
| Дисциплина        | Резултат | Место          | Датум                         |
| ----------------- | -------- | -------------- | ----------------------------- |
| Скок мотком (отв) | 5,81     | Бохум, Манхајм | 1. август 2008. 21. јун 2009. |
| Скок мотком (зат) | 5,80     | Лајпциг        | 21. фебруар 2009.             |